# Temporada 1980-81 de l'NBA
La temporada 1980-81 de l'NBA fou la 35a en la història de l'NBA. Boston Celtics fou el campió després de guanyar a Houston Rockets per 4-2.

## Classificacions

### Conferència Est
| Equip              | V  | D  | %V   | P  |
| ------------------ | -- | -- | ---- | -- |
| Boston Celtics C   | 62 | 20 | ,756 | -  |
| Philadelphia 76ers | 62 | 20 | ,756 | -  |
| New York Knicks    | 50 | 32 | ,610 | 12 |
| Washington Bullets | 39 | 43 | ,476 | 23 |
| New Jersey Nets    | 24 | 58 | ,293 | 38 |

| Equip               | V  | D  | %V   | P  |
| ------------------- | -- | -- | ---- | -- |
| Milwaukee Bucks     | 60 | 22 | ,732 | -  |
| Chicago Bulls       | 45 | 37 | ,549 | 15 |
| Indiana Pacers      | 44 | 38 | ,537 | 16 |
| Atlanta Hawks       | 31 | 51 | ,378 | 29 |
| Cleveland Cavaliers | 28 | 54 | ,341 | 32 |
| Detroit Pistons     | 21 | 61 | ,256 | 39 |

### Conferència Oest
| Equip             | V  | D  | %V   | P  |
| ----------------- | -- | -- | ---- | -- |
| San Antonio Spurs | 52 | 30 | ,634 | -  |
| Kansas City Kings | 40 | 42 | ,488 | 12 |
| Houston Rockets   | 40 | 42 | ,488 | 12 |
| Denver Nuggets    | 37 | 45 | ,451 | 15 |
| Utah Jazz         | 28 | 54 | ,341 | 24 |
| Dallas Mavericks  | 15 | 67 | ,183 | 37 |

| Equip                  | V  | D  | %V   | P  |
| ---------------------- | -- | -- | ---- | -- |
| Phoenix Suns           | 57 | 25 | ,695 | -  |
| Los Angeles Lakers     | 54 | 28 | ,659 | 3  |
| Portland Trail Blazers | 45 | 37 | ,549 | 12 |
| Golden State Warriors  | 39 | 43 | ,476 | 18 |
| San Diego Clippers     | 36 | 46 | ,439 | 21 |
| Seattle SuperSonics    | 34 | 48 | ,415 | 23 |

* V: Victòries
* D: Derrotes
* %V: Percentatge de victòries
* P: Diferència de partits respecte al primer lloc
* C: Campió

## Estadístiques
| Categoria                   | Jugador        | Equip              | Mitjana/% |
| --------------------------- | -------------- | ------------------ | --------- |
| Punts per partit            | Adrian Dantley | Utah Jazz          | 30,7      |
| Rebots per partit           | Moses Malone   | Houston Rockets    | 14,8      |
| Assistències per partit     | Kevin Porter   | Washington Bullets | 9,1       |
| Robatoris per partit        | Magic Johnson  | Los Angeles Lakers | 3,4       |
| Taps per partit             | George Johnson | San Antonio Spurs  | 3,4       |
| Percentatge de tirs de camp | Artis Gilmore  | Chicago Bulls      | 67,0      |
| Percentatge de tirs lliures | Calvin Murphy  | Houston Rockets    | 95,8      |
| Percentatge de triples      | Brian Taylor   | San Diego Clippers | 38,3      |

## Premis
- MVP de la temporada
  -  Julius Erving (Philadelphia 76ers)

- Rookie de l'any
  -  Darrell Griffith (Utah Jazz)

- Entrenador de l'any
  -  Jack McKinney (Indiana Pacers)

- Primer quintet de la temporada
  - Larry Bird, Boston Celtics
  - George Gervin, San Antonio Spurs
  - Julius Erving, Philadelphia 76ers
  - Dennis Johnson, Phoenix Suns
  - Kareem Abdul-Jabbar, Los Angeles Lakers

- Segon quintet de la temporada
  - Adrian Dantley, Utah Jazz
  - Marques Johnson, Milwaukee Bucks
  - Moses Malone, Houston Rockets
  - Otis Birdsong, Kansas City Kings
  - Nate Archibald, Boston Celtics

- Millor quintet de rookies
  - Kelvin Ransey, Portland Trail Blazers
  - Darrell Griffith, Utah Jazz
  - Larry Smith, Golden State Warriors
  - Kevin McHale, Boston Celtics
  - Joe Barry Carroll, Golden State Warriors

- Primer quintet defensiu
  - Bobby Jones, Philadelphia 76ers
  - Caldwell Jones, Philadelphia 76ers
  - Kareem Abdul-Jabbar, Los Angeles Lakers
  - Dennis Johnson, Seattle SuperSonics
  - Micheal Ray Richardson, New York Knicks

- Segon quintet defensiu
  - Dan Roundfield, Atlanta Hawks
  - Kermit Washington, Portland Trail Blazers
  - George Johnson, San Antonio Spurs
  - Quinn Buckner, Milwaukee Bucks
  - Dudley Bradley, Indiana Pacers (empat)
  - Michael Cooper, Los Angeles Lakers (empat)